# Diego Rafael Padrón Sánchez
Diego Rafael Padrón Sánchez (Montalbán, 17 maggio 1939) è un cardinale e arcivescovo cattolico venezuelano, dal 24 maggio 2018 arcivescovo emerito di Cumaná.

## Biografia
È nato a Montalbán, nella diocesi di Valencia in Venezuela, il 17 maggio 1939.

### Formazione e ministero sacerdotale
Ha frequentato gli studi secondari nel seminario minore di Valencia e quelli in preparazione al sacerdozio presso il seminario interdiocesano "Santa Rosa de Lima" di Caracas, dove ha ottenuto il baccalaureato in filosofia e lettere.
Il 4 agosto 1963 è stato ordinato presbitero.

### Ministero episcopale e cardinalato
Il 4 aprile 1990 papa Giovanni Paolo II lo ha nominato vescovo ausiliare di Caracas e vescovo titolare di Gisipa. Il 27 maggio successivo ha ricevuto l'ordinazione episcopale, nella cattedrale di Caracas, dal cardinale José Alí Lebrún Moratinos, arcivescovo metropolita di Caracas, co-consacranti Domingo Roa Pérez, arcivescovo metropolita di Maracaibo, e Miguel Antonio Salas Salas, arcivescovo metropolita di Mérida.
Il 7 maggio 1994 lo stesso papa lo ha trasferito quale vescovo della diocesi di Maturín, succedendo così a Antonio José Ramírez Salaverría, dimessosi per raggiunti limiti di età. Il 23 luglio seguente ha preso possesso della diocesi.
Il 27 maggio 2002 papa Giovanni Paolo II lo ha promosso arcivescovo metropolita di Cumaná; è succeduto ad Alfredo José Rodríguez Figueroa, deceduto il 17 settembre 2001. Il 29 giugno 2002, giorno della solennità dei Santi Pietro e Paolo, si è recato in piazza San Pietro, dove il pontefice gli ha imposto il pallio, simbolo di comunione tra la Santa Sede e il metropolita.
Dal 12 gennaio 2012 al 9 gennaio 2018 è stato presidente della Conferenza episcopale venezuelana per due mandati.
Il 24 maggio 2018 papa Francesco ha accolto la sua rinuncia, presentata per raggiunti limiti di età, al governo pastorale dell'arcidiocesi di Cumaná; gli è succeduto Jesús González de Zárate Salas, fino ad allora vescovo ausiliare di Caracas.
Da arcivescovo emerito è tornato nella sua arcidiocesi natale, dove ha ricoperto l'incarico di parroco della parrocchia dedicata all'Inmaculada de Camoruco.
Il 9 luglio 2023, al termine dell'Angelus, papa Francesco ha annunciato la sua creazione a cardinale; nel concistoro del 30 settembre seguente lo ha creato cardinale presbitero di San Gaetano. Il 16 novembre 2024 ha preso possesso del titolo cardinalizio.
Avendo già superato gli ottant'anni al momento dell'annuncio, non avrà il diritto di entrare in conclave e di essere membro dei dicasteri della Curia romana, in conformità all'art. II § 1-2 del motu proprio Ingravescentem Aetatem, pubblicato da papa Paolo VI il 21 novembre 1970.

## Genealogia episcopale
La genealogia episcopale è:
- Cardinale Scipione Rebiba
- Cardinale Giulio Antonio Santori
- Cardinale Girolamo Bernerio, O.P.
- Arcivescovo Galeazzo Sanvitale
- Cardinale Ludovico Ludovisi
- Cardinale Luigi Caetani
- Cardinale Ulderico Carpegna
- Cardinale Paluzzo Paluzzi Altieri degli Albertoni
- Papa Benedetto XIII
- Papa Benedetto XIV
- Papa Clemente XIII
- Cardinale Marcantonio Colonna
- Cardinale Giacinto Sigismondo Gerdil, B.
- Cardinale Giulio Maria della Somaglia
- Cardinale Carlo Odescalchi, S.I.
- Cardinale Costantino Patrizi Naro
- Cardinale Lucido Maria Parocchi
- Papa Pio X
- Papa Benedetto XV
- Papa Pio XII
- Cardinale Eugène Tisserant
- Arcivescovo Raffaele Forni
- Cardinale José Alí Lebrún Moratinos
- Cardinale Diego Rafael Padrón Sánchez